# Viroin
Der Viroin ist ein Fluss im belgisch-französischen Grenzgebiet in den westlichen Ardennen.

## Geographie

Beginn des Viroin am Zusammenfluss von Eau Noire (von links) und Eau Blanche an der ehemaligen Gerberei von Dourbes

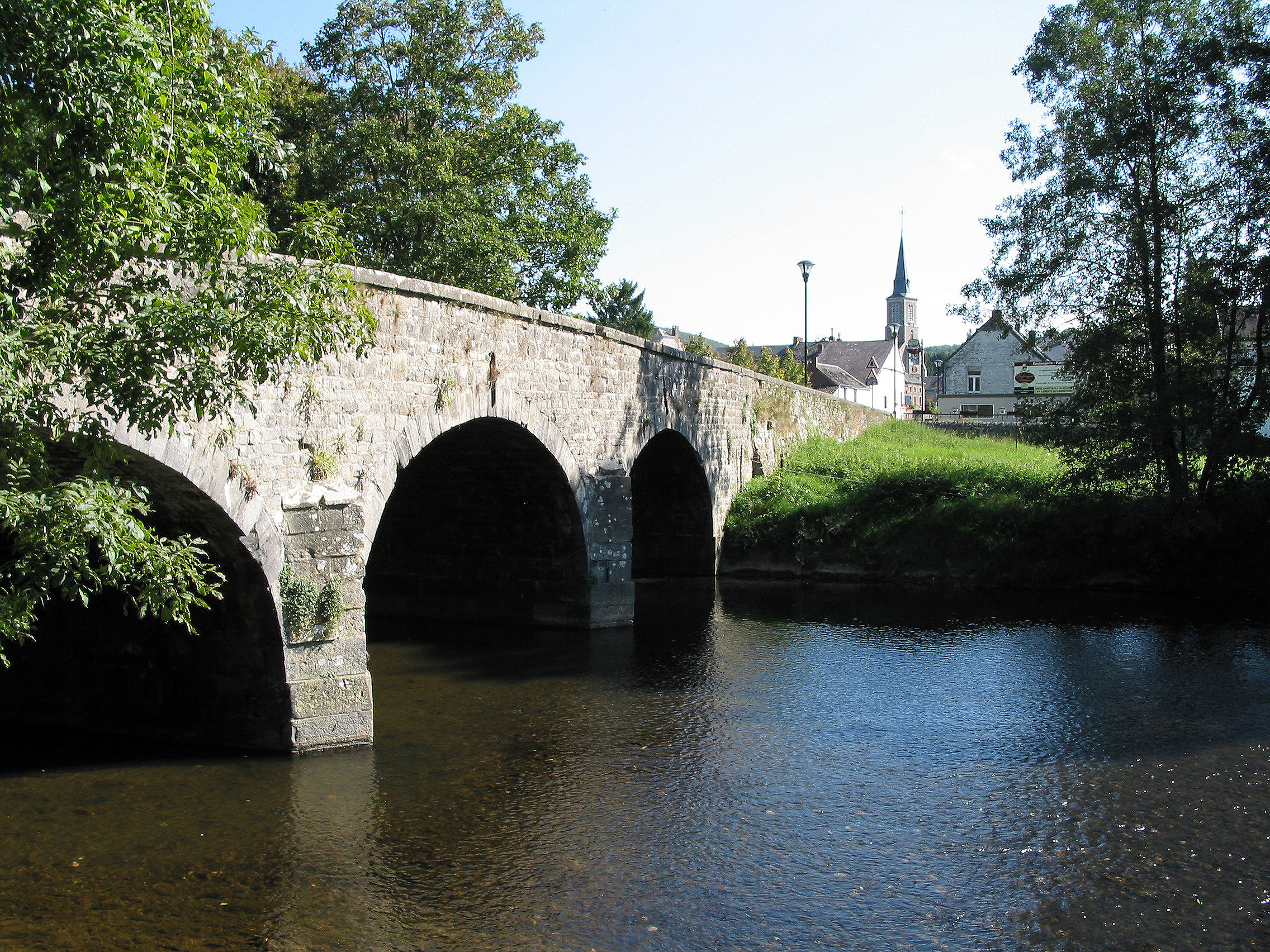
Brücke der Rue des Mines über den Viroin in Olloy-sur-Viroin

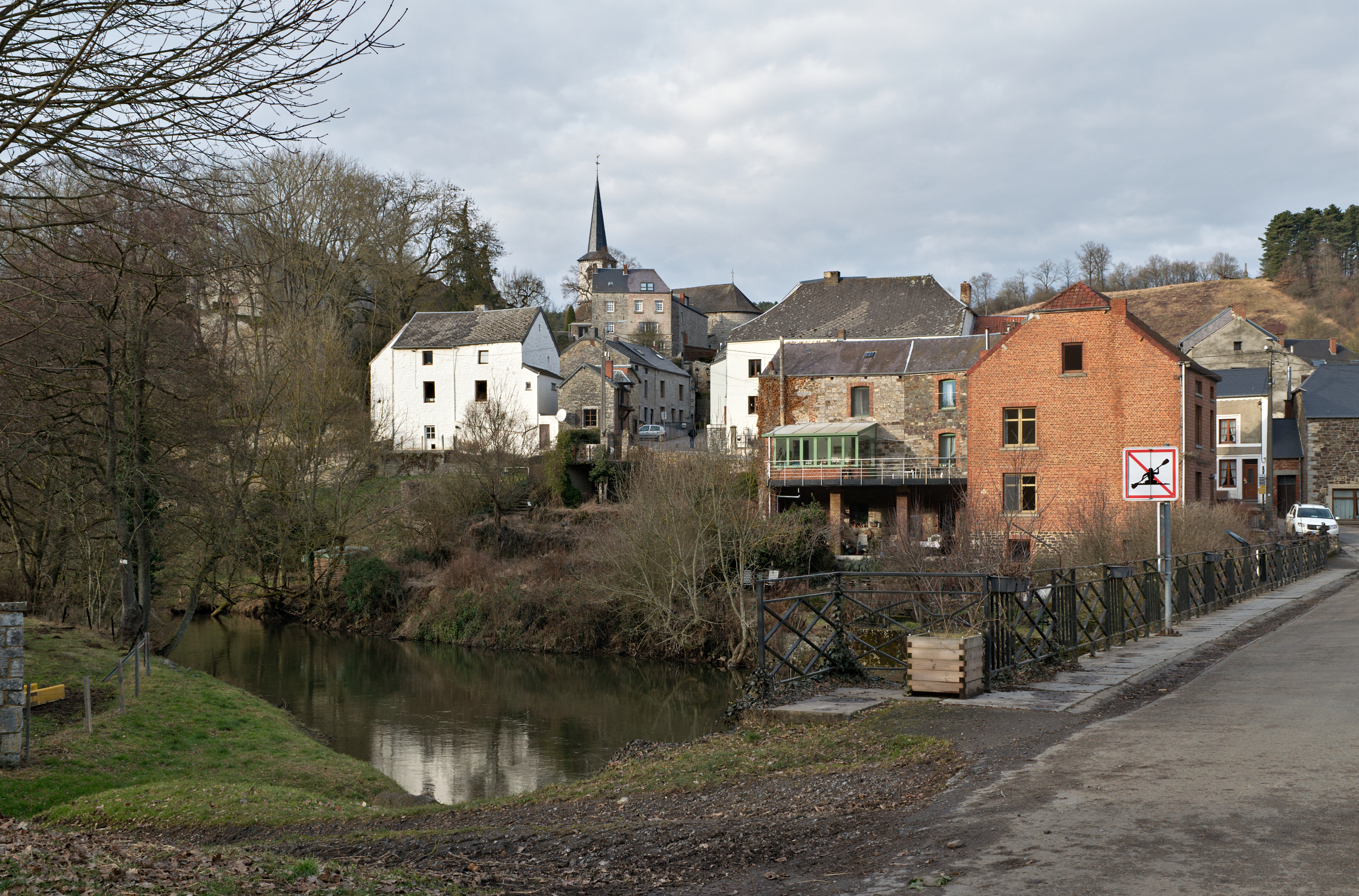
Der Fluss in Vierves-sur-Viroin

### Verlauf
Der Fluss entsteht aus der Vereinigung der beiden Quellflüsse Eau Blanche und Eau Noire unterhalb des Felsvorsprungs Roche à Lomme nordöstlich von Nismes, im Gemeindegebiet von Viroinval in Belgien. Er entwässert Richtung Ost, zunächst 18 Kilometer lang auf belgischem, dann 4 Kilometer lang auf französischem Gebiet und mündet schließlich in Vireux-Molhain, im Regionalen Naturpark Ardennen, als linker Nebenfluss in die Maas. Er ist also nominell insgesamt 22 km lang, hydrologisch, d. h. zusammen mit seinem längeren Quellfluss Eau Noire 66 km. Auf seinem Weg berührt er die belgische Provinz Namur und das französische Département Ardennes in der Region Grand Est.

### Zuflüsse
- Eau Blanche (linker Quellfluss), 	ca. 33 km
- Eau Noire (rechter Quellfluss), ca. 44 km
- Ruisseau du Moulin de Dourbes (links), 2,1 km[3]
- Ruisseau Damier (rechts), 2,6 km[3]
- Ruisseau de Noye (rechts), 8,6 km[3]
- Ruisseau de Nestry (rechts), 3,2 km[3] (mit Ruisseau du Gras 6,1 km[3])
- Ruisseau du Fond des Cheneaux (rechts), 1,0 km
- Ry de Wel (rechts), 4,5 km[3]
- Ruisseau des Fonds de Ry (links), 4,3 km[3]
- Ruisseau du Pre (links), 1,0 km[3]
- Ruisseau Deluve (rechts), 9,0 km

### Orte am Fluss
- Ortsteile von Viroinval (B):
  - Dourbes
  - Olloy-sur-Viroin
  - Vierves-sur-Viroin
  - Treignes
- Vireux-Molhain (F)

## Sehenswürdigkeiten
Abgesehen von seiner landschaftlichen Schönheit ist das Tal des Viroin bekannt durch die Museumseisenbahn Chemin de fer à vapeur des 3 vallées, die zwischen Mariembourg und Treignes verkehrt.